# Sonnets (tomik Charlesa Tennysona Turnera)
Sonnets – tomik angielskiego duchownego i poety Charlesa Tennysona Turnera, starszego brata Alfreda Tennysona, opublikowany w 1864 w Londynie nakładem oficyny Macmillan and Co. Zbiorek został zadedykowany To Alfred Tennyson these sonnets are inscribed by his affectionate brother Charles Turner. Sonet był ulubioną formą poety. Jego Collected Sonnets, Old and New zawierają 342 utwory tego typu. Zarzucano mu nawet sonetomanię.